# Prema Powerteam
Het Prema Racing is een Italiaans raceteam dat actief is in de Formule 2, de Formule 3 en voorheen de Formule Renault 3.5 Series. Ook is het team sinds 2016 actief in de GP Series.

## Coureurs
Het Prema Racing heeft een aantal (voormalig) Formule 1-coureurs binnen de gelederen gehad. In 2003 kwamen Robert Kubica en Lucas di Grassi voor het team uit in de Formule 3 Euroseries. 
In het FIA Formule 3-kampioenschap rijden in 2019 Marcus Armstrong, Jehan Daruvala en Robert Shwartzman voor het team. Het heeft ook een Formule 2-afdeling: in 2019 rijden Mick Schumacher en Sean Gelael voor het team.